# Voetbalkampioenschap van Zuid-Hannover-Braunschweig 1924/25
In 1924/25 werd het derde voetbalkampioenschap van Zuid-Hannover-Braunschweig gespeeld, dat georganiseerd werd door de Noord-Duitse voetbalbond. 
Arminia Hannover werd kampioen van groep I en Eintracht Braunschweig van groep II. Beide clubs plaatsten zich voor de Noord-Duitse eindronde. Arminia versloeg VfB Komet 1896 Bremen en Eintracht VfR 1907 Harburg. In de groepsfase werd Arminia vierde en Eintracht vijfde.
FV Sport Hannover fuseerde na vorig seizoen met SV Rot-Weiß Hannover tot FSV Rot-Weiß Hannover. 

## Bezirkliga

### Groep 1
| Plaats | Club                          | Wed. | W  | G | V  | Saldo | Ptn   |
| ------ | ----------------------------- | ---- | -- | - | -- | ----- | ----- |
| 1.     | SV Arminia Hannover           | 14   | 13 | 0 | 1  | 53:15 | 26:2  |
| 2.     | SV Niedersachsen 03 Hannover  | 14   | 8  | 0 | 6  | 21:20 | 16:12 |
| 3.     | VfB 1904 Peine                | 14   | 7  | 1 | 6  | 24:24 | 15:13 |
| 4.     | SV Eintracht Hannover         | 14   | 6  | 2 | 6  | 25:23 | 14:14 |
| 5.     | Hannoverscher SV 96           | 14   | 7  | 0 | 7  | 23:31 | 14:14 |
| 6.     | Goslarer SC 08                | 14   | 4  | 2 | 8  | 22:33 | 10:18 |
| 7.     | SV 1907 Linden                | 14   | 4  | 1 | 9  | 15:29 | 9:19  |
| 8.     | BV Germania 1910 Wolfenbüttel | 14   | 4  | 0 | 10 | 24:32 | 8:20  |

|  | Finale |

### Groep 2
| Plaats | Club                        | Wed. | W  | G | V | Saldo | Ptn   |
| ------ | --------------------------- | ---- | -- | - | - | ----- | ----- |
| 1.     | SV Eintracht Braunschweig   | 14   | 13 | 0 | 1 | 54:9  | 26:2  |
| 2.     | Hannoverscher SC 02         | 14   | 7  | 2 | 5 | 42:23 | 16:12 |
| 3.     | SC Leu 1906 Braunschweig    | 14   | 7  | 1 | 6 | 31:28 | 15:13 |
| 4.     | FSV Sport Rot-Weiß Hannover | 14   | 5  | 3 | 6 | 34:39 | 13:15 |
| 5.     | VfB 04 Braunschweig         | 14   | 6  | 0 | 8 | 27:23 | 12:16 |
| 6.     | BV Werder 1910 Hannover     | 14   | 4  | 3 | 7 | 29:51 | 11:17 |
| 7.     | SpVgg 1907 Hildesheim       | 14   | 4  | 2 | 8 | 19:34 | 10:18 |
| 8.     | Lehrter SV 1906             | 14   | 4  | 1 | 9 | 21:50 | 9:19  |

|  | Finale     |
|  | Degradatie |

### Finale
|  |                     |       |                           |  |
|  | SV Arminia Hannover | 0 – 1 | SV Eintracht Braunschweig |  |
|  |                     |       |                           |  |